# Politiezone Lokeren
De Politiezone Lokeren (zonenummer 5434) is een Belgische politiezone in de provincie Oost-Vlaanderen en in het gerechtelijk arrondissement Dendermonde. Het bestaat uit de stad Lokeren en zijn deelgemeenten.
Sinds 1 januari 2025 is het grondgebied van Moerbeke bij deze politiezone gevoegd, naar aanleiding van de gemeentefusie tussen Lokeren en Moerbeke.
Hoofd van de Politiezone Lokeren is korpschef (hoofdcommissaris) Dirk De Paepe.